# Вайбель, Вольфрам
Вольфрам Вайбель-младший (нем. Wolfram Waibel; род. 22 февраля 1970) — австрийский стрелок, призёр Олимпийских игр. Сын австрийского стрелка Вольфрама Вайбеля-старшего, выступавшего на Олимпийских играх 1968, 1972, 1976, 1980 и 1992 годов.
Вольфрам Вайбель родился в 1970 году в Хоэнемсе. В 1992 году стал чемпионом Европы и принял участие в Олимпийских играх в Барселоне, но там не завоевал медалей. В 1994 году стал обладателем бронзовой медали чемпионата мира. В 1996 году опять стал чемпионом Европы, а также завоевал серебряную и бронзовую медали на Олимпийских играх в Атланте. В 1998 году вновь выиграл чемпионат Европы. В 2000 году принял участие в Олимпийских играх в Сиднее, но не завоевал медалей. В 2003 году опять завоевал золотую медаль чемпионата Европы, а в 2004 году принял участие в Олимпийских играх в Афинах, но безуспешно.